# Ulrica Hydman Vallien
Ulrica Margareta Hydman Vallien (Åkersberga, 24 maart 1938 – Eriksmåla, 21 maart 2018) was een Zweeds beeldend kunstenaar. Ze werkte hoofdzakelijk met glas en als kunstschilder. Slangen, tulpen en wolven zijn enkele van de meest typerende motieven in haar werk.

## Biografie
Ulrica Hydman is geboren op 24 maart 1938 in Åkersberga. Ze was de dochter van Stig Johan Hydman en Margit Billberg-Johansson. Haar kunstopleiding genoot ze aan het Konstfack in Stockholm. Daar ging ze in 1958 glas en keramiek studeren. Ze kreeg er les van onder meer ontwerper Stig Lindberg. Tijdens haar studies deed Hydman vakkennis op in Nederland, België en Spanje. Ze studeerde af in 1962.
In september 1963 huwde Hydman met kunstenaar Bertil Vallien, die ze aan het Konstfack leerde kennen. Samen woonden ze in Åfors. Het koppel bracht ook tijd door aan de scherenkust van Stockholm en in het buitenland. Zo woonden ze twee jaar in Los Angeles en gaf Hydman les aan de Pilchuck Glass School (1980-1986) in het Amerikaanse Stanwood en aan het Duitse Frauenau Bild-Werk (1989). Hydman en Vallien ondernamen studiereizen naar onder meer Mexico en Senegal. Samen hadden ze twee zonen, Hampus en Markus.
Van 1963 tot 1985 had Hydman een eigen keramiekstudio in Åfors. Vanaf 1972 werkte ze als ontwerper bij de glasblazerij van Åfors, dat later deel werd van glasproducent Kosta Boda. In 2018 overleed ze aan een hartaanval, drie dagen voor haar 80e verjaardag.

## Werk
In de jaren 1960 produceerde Hydman al schilderijen en tekeningen. Terugkerende thema's waren het familieleven, kinderen, de liefde, het leven en de dood. De vrouw en haar perspectief stonden daarbij centraal. Na een vraag van glasproducent Åfors in 1972 maakte Hydman Råttskålen ('de rattenschaal'). De groene schaal met een handgeschilderd motief van zwarte ratten was haar eerste werk voor de glasindustrie. De schaal was niet naar de smaak van de leiding in Åfors en ging daardoor niet in productie. Pas in 2020, na Ulricas dood, was Råttskålen commercieel beschikbaar als deel van de serie Let’s Celebrate Ulrica.
Ondanks de eerste afwijzing bleef Hydman ontwerpen voor Åfors, en na een overname voor Kosta Boda, tot de jaren 2000. Ze introduceerde het direct schilderen op glas als een nieuwe techniek in de ateliers. Die techniek is relatief eenvoudig, maar werd door de consument gesmaakt. Hydmans handgeschilderde motieven werden geprezen als 'krachtig', 'dramatisch', 'humoristisch' en 'zonder terughoudendheid'. Handgeblazen glas en handgeschilderde motieven waren een rode draad doorheen haar productie.
Hydman had haar commerciële doorbraak in het jaar 1986, met de series Open Mind en Caramba!. Voor Open Mind gebruikte ze het motief van een gestileerd vrouwelijk aanzicht op onder meer vazen en wijnglazen. Caramba! was een collectie zwart-witte en op Meso-Amerika geïnspireerde vazen en schalen. Ook de serviesreeks Tulipa (1992) en de kleurrijke serviesreeks met rook-effect Mine (2002) kenden een groot succes. Verschillende van deze stukken waren in productie tot lang na hun lancering. Andere serviesreeksen van Hydman waren Pastell (1978), Poem (1979), Ocean (1981) en Paradis (1985).
Hoewel Hydmans werk vlot terug te vinden is in Zweedse huishoudens brengt een stuk toch vaak enkele honderden euro's op op veilingen. Dit is onder meer te danken aan de kunstenaars engagement met zowel unieke stukken als massaproductie, en aan haar wens om toegankelijke objecten te produceren.

## Galerij

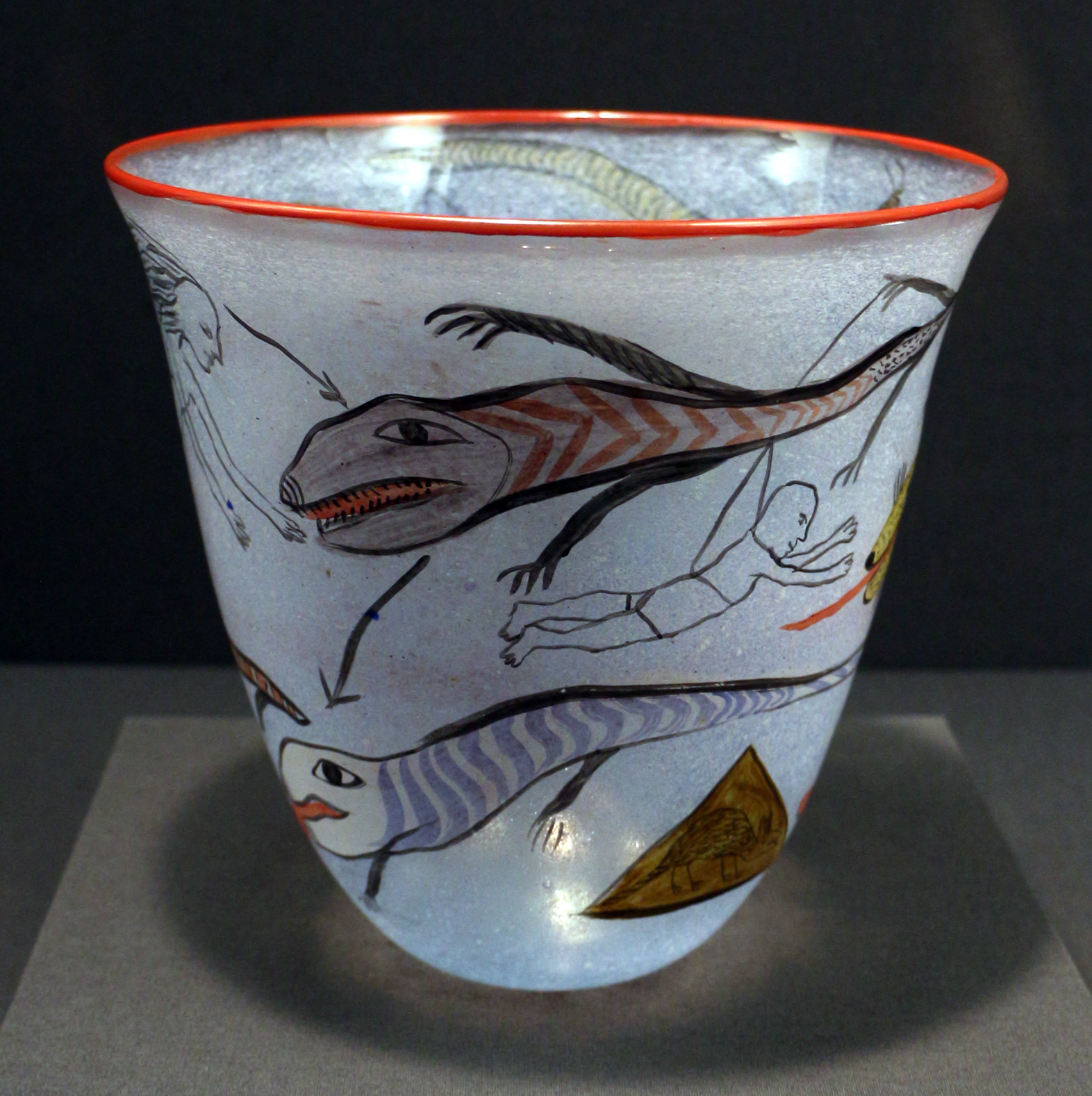
Een door Hydman beschilderde vaas uit 1978 in het Detroit Institute of Arts
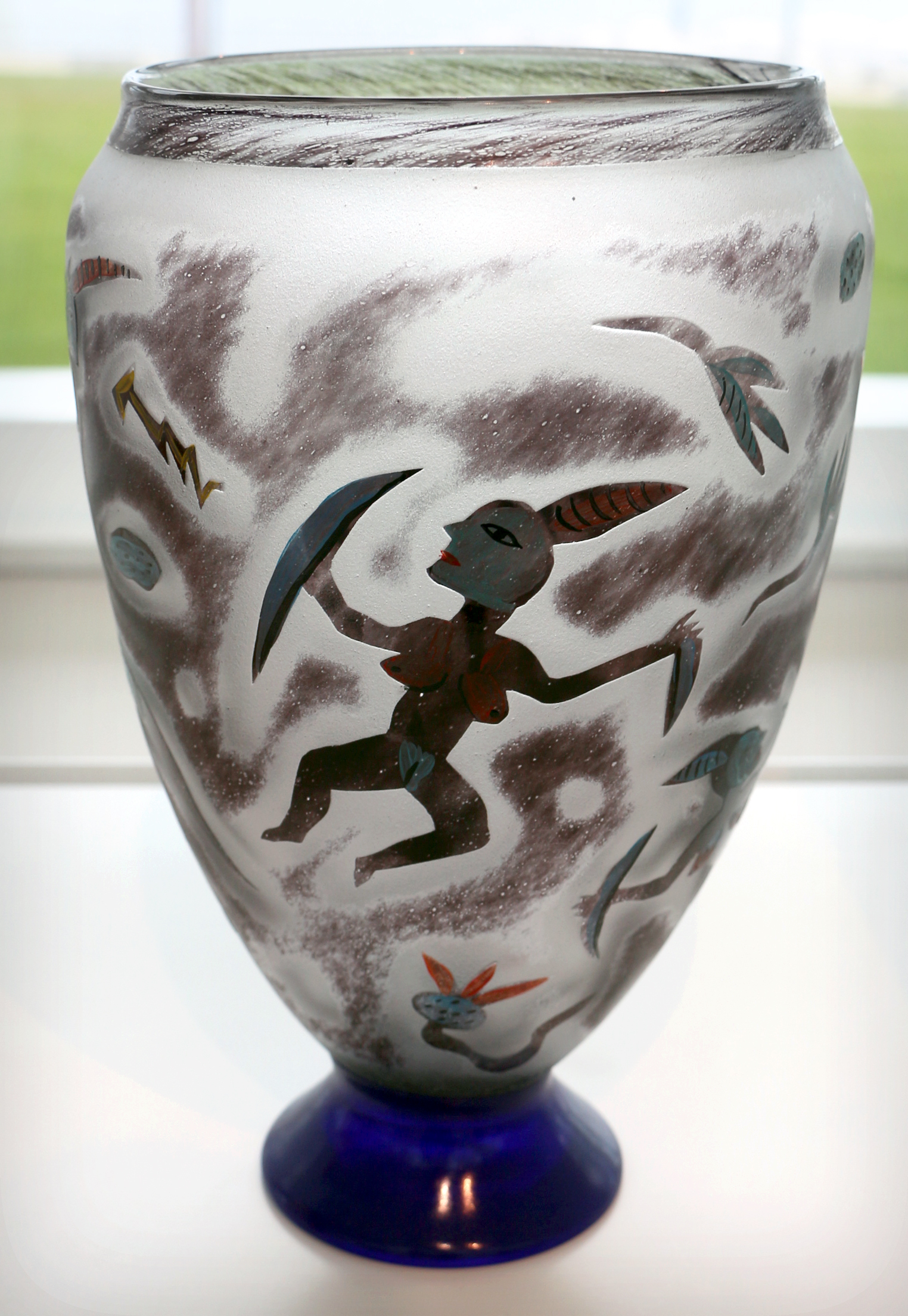
Een vaas van Hydman uit 1986 in het Milwaukee Art Museum
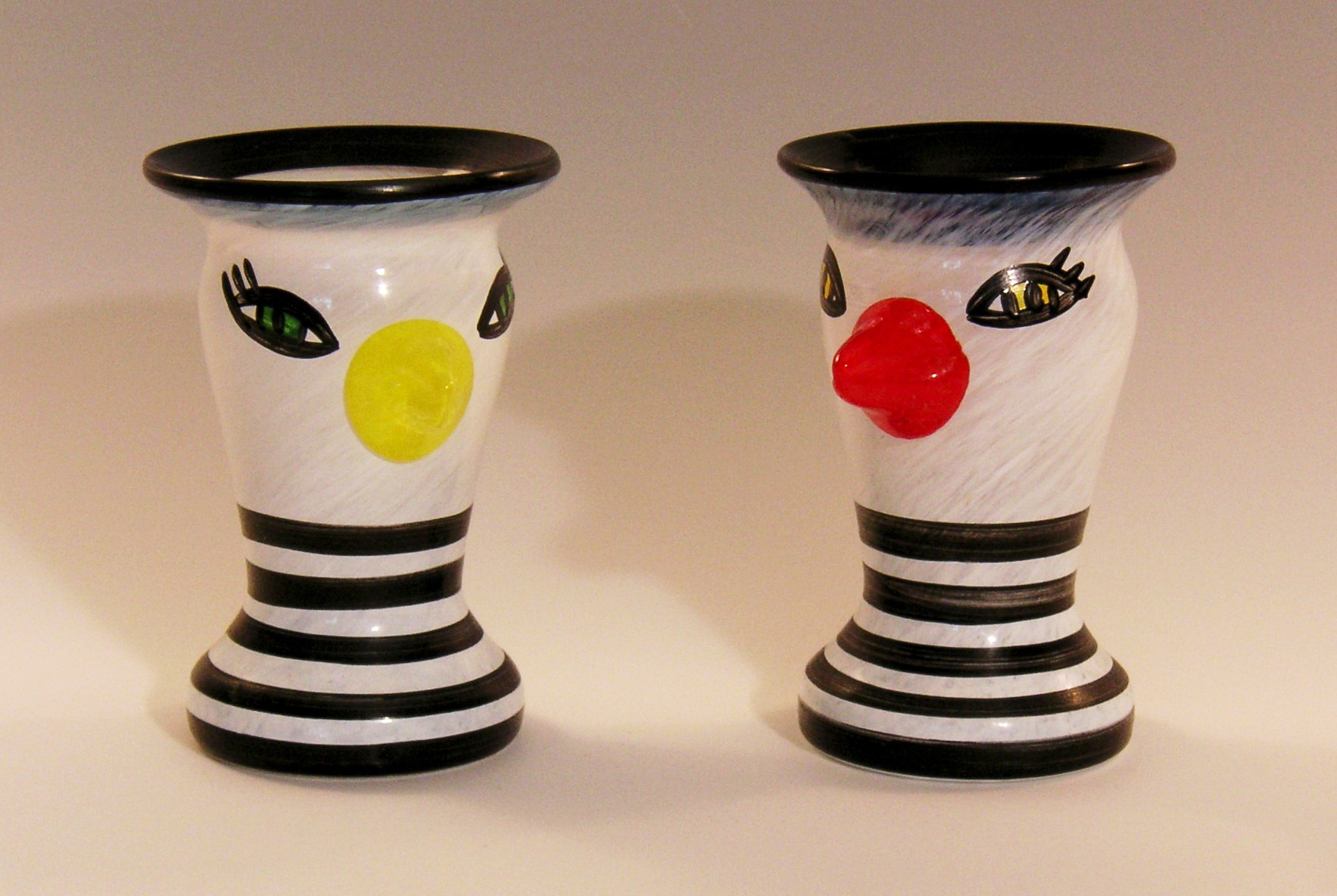
Eierdopjes in glas ontworpen door Hydman voor de reeks Somebody (1993)
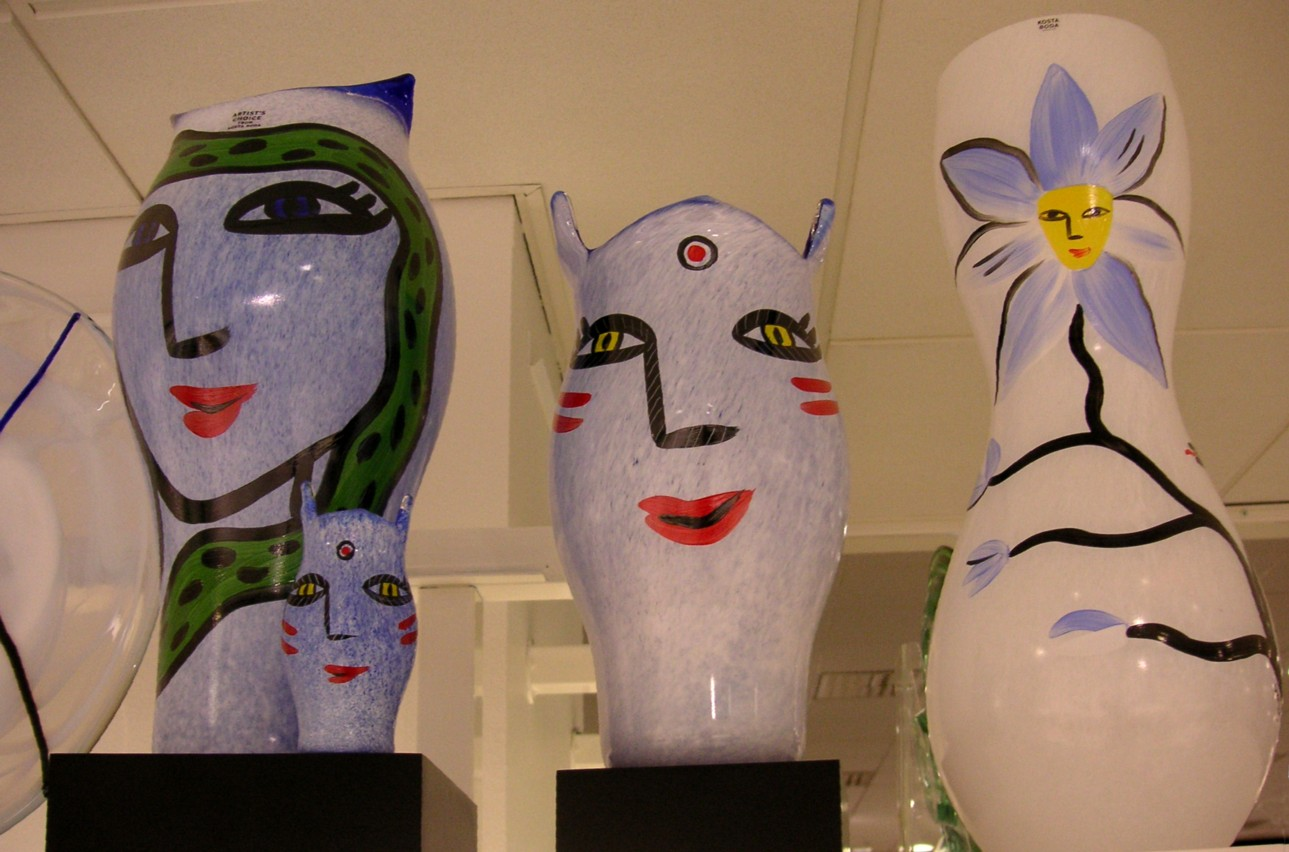
Verschillende vazen uit de reeks Open Mind (1986) met voor Hydman typerende motieven
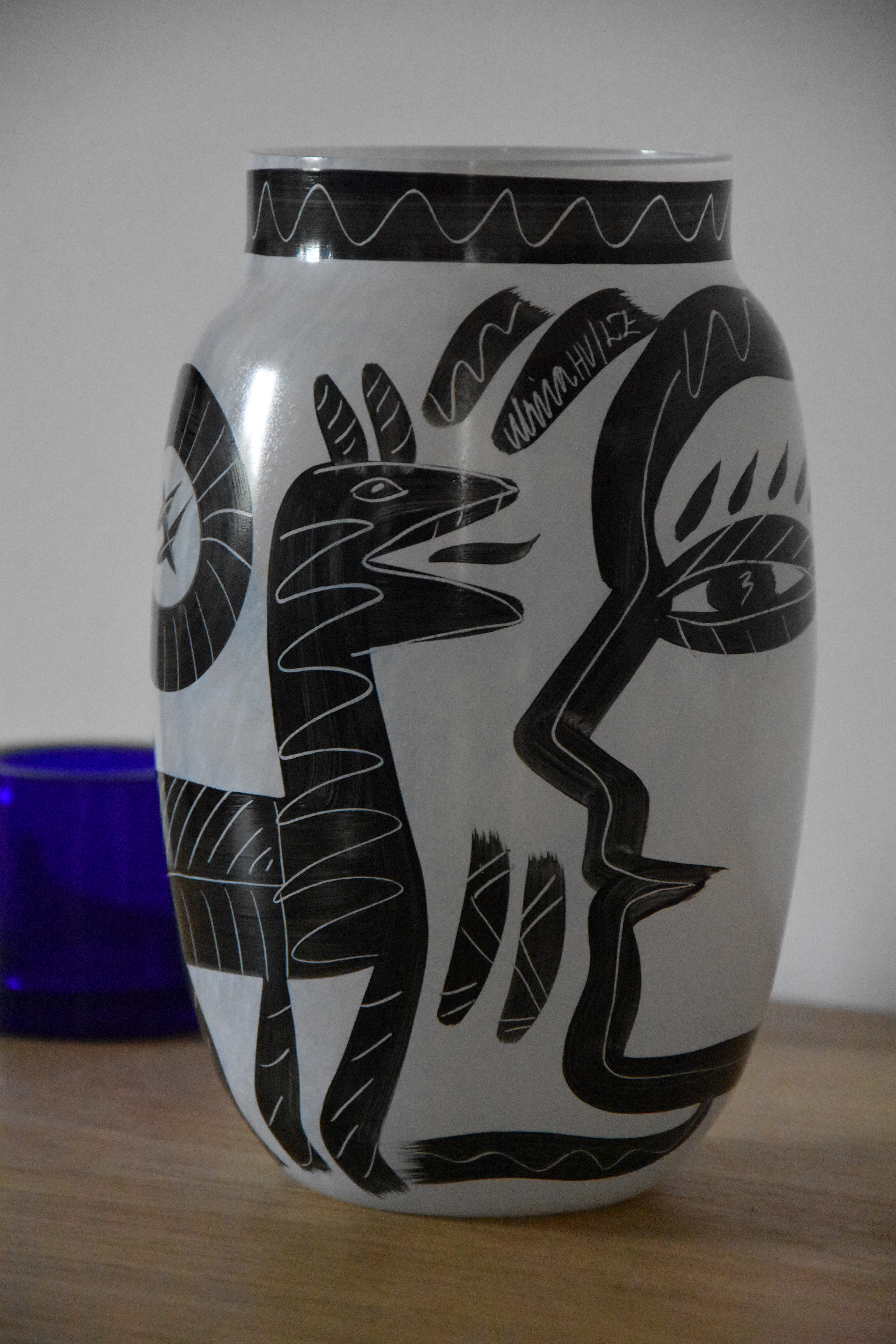
Handgeschilderde Caramba!-vaas voor Kosta Boda (2001)